# NGC 3684
NGC 3684 је спирална галаксија у сазвежђу Лав која се налази на NGC листи објеката дубоког неба.
Деклинација објекта је + 17° 1' 51" а ректасцензија 11h 27m 11,1s. Привидна величина (магнитуда) објекта NGC 3684 износи 11,5 а фотографска магнитуда 12,3. Налази се на удаљености од 23,4000 милиона парсека од Сунца. NGC 3684 је још познат и под ознакама UGC 6453, MCG 3-29-50, CGCG 96-47, IRAS 11245+1718, PGC 35224.